# Gut Krummendiek
Das Gut Krummendiek ist ein Gutshof, dessen Sitz sich bis Mitte des 18. Jahrhunderts in der heutigen Gemeinde Krummendiek befand. Nach dessen Zerstörung wurde ein neues Herrenhaus in der heutigen Gemeinde Kleve errichtet. Dieses wurde Anfang des 19. Jahrhunderts wiederum durch einen Neubau ersetzt und ist als „Schloss Krummendiek“ bekannt. Es ist nicht identisch mit dem Gut Kleve.

## Das Gut Krummendiek in Krummendiek
Das Gut Krummendiek am „krummen Deich“ der Bekau existierte seit spätestens dem 13. Jahrhundert. Nach ihm sind das Adelsgeschlecht Krummendiek und die heutige Gemeinde Krummendiek benannt. 1227 erhielt der damalige Besitzer des Gutes, Hartwig Busche de Crummendike, von Graf Adolf IV. von Holstein das umliegende Land samt der Siedlung zu Lehen. 1402 gelangte es durch Verkauf zunächst in den Besitz der Rantzaus; in den folgenden Jahrhunderten zählten dann auch andere holsteinischer Adelsgeschlechter wie Sehestedt und Ahlefeldt zu den Besitzern.
In der Folge des Dreißigjährigen Krieges wurden die Güter Bekhof und Krummendiek zuerst von den Dänen erobert und nach deren Rückzug von den Schweden zerstört. 1720 wurden die Besitzungen des Gutes zusammen mit dem Gut Kampen an Generalmajor Christian Ludwig von Hammerstein verkauft, welcher 1728 Rahde – heute ein Ortsteil von Kleve – hinzukaufte. Bis zur Übernahme durch Preußen 1867 war das Gut auch Patrimonialgericht. Später wurde am ehemaligen Standort des Gutes eine Gastwirtschaft gebaut, die „Zum alten Schlosse“ hieß. Sie wird noch heute (Stand: 2019) unter dem Namen „Zum alten Schloßberg“ betrieben (Lage).

## Das Gut Krummendiek in Kleve
Schon seit der Zerstörung des Gutssitzes durch die Schweden wohnten die Gutsherren im zum Gutsbesitz gehörigen Herrenhaus des Meierhofes Lütgenrahde (Kleinrade) auf der Olenwurt, die etwa 1,5 km nördlich des ehemaligen Gutssitzes lag. 1744 erwarb der Lüneburgische Geheimlegationsrat Heinrich von Meurer die Güter Krummendiek und Kampen. Er ließ 1744/45 die Gebäude des Meierhofes abreißen und auf der Wurt einen neuen Herrensitz im Stil einer Burg errichten, der unter dem Namen „Gut Krummendiek“ geführt wurde.
1810 musste das Herrenhaus wegen Baufälligkeit abgerissen werden; es wurde durch einen von 1812 bis 1814 errichteten Neubau ersetzt. 1899 gelangte das Gut von der Familie Meurer an die Familie Holst, in deren Besitz es sich bis 2017 befand.